# Mallu Magalhães
Pour les articles homonymes, voir Arruda, Botelho, Magalhães et Pereira.
Maria Luiza de Arruda Botelho de Magalhães Pereira (née le 29 août 1992 à São Paulo) est une chanteuse, autrice-compositrice et musicienne brésilienne.
D'abord connue sur MySpace pour ses propres chansons et celles des artistes de renom, elle se retrouve sur les couvertures de grands journaux tels que Folha de S.Paulo, O Estado de S. Paulo et Jornal do Brasil, et est présentée dans les magazines Rolling Stone, Istoé, Época entre autres.
Lors de ses deux premières années de carrière, elle est devenue l'objet d'innombrables blogs, a attiré l'attention des critiques et a eu plus de 4 millions de visites sur sa page MySpace. En 2008, elle sort son premier album éponyme en 2009, elle sort son deuxième album, également éponyme. En 2013, elle forme Banda do Mar, avec son mari Marcelo Camelo, et le batteur portugais Fred Ferreira. Leur premier album est sorti en août 2014.

## Biographie

### 1992-2007: Avant la renommée
Mallu est la fille d'un architecte paysagiste et un ingénieur avec une passion pour le rock classique, qui apparaît comme une influence sur leurs goûts musicaux. Âgée de huit ans, Mallu reçu une guitare de son père et deux ans plus tard a commencé à enseigner. À douze ans, elle a commencé à écrire des chansons, la plupart écrits en anglais.
Sur son 15e anniversaire, Mallu demandé à ses parents et grands-parents que leurs cadeaux ont été donnés en espèces. Avec elle, Mallu réussi à enregistrer quatre chansons dans le studio Lucy Sky, et les mettre sur sa page MySpace, parmi lesquels "Tchubaruba», «J1» et le clip de "Vanguart" est devenu le plus connu.
Mallu a reçu des critiques positives dans des publications telles que Rolling Stone, Trip et Bravo! (pt), et sa musique a été salué pour sa création, la spontanéité, le contexte culturel et son talent pour le chant et la composition à la fois en anglais et en portugais. Mallu chante et compose aussi en français. Elle répertorie ses influences comme le rock classique et folk ainsi que The Beatles, Belle & Sebastian, Bob Dylan, Johnny Cash, et d'autres styles musicaux similaires.
Mallu Magalhães fut le premier artiste du Brésil à participer à la conception du monde Sessions MTV et à la même station, a eu son premier clip "J1", comme l'un des plus demandés par les téléspectateurs.
Mallu joue de la guitare, de l'harmonica, mélodica et du banjo.

### 2008-2009: Premier album, tournée, et DVD
Avec Selling Out concerts à travers le pays, elle a organisé une émission spéciale pour la ligne de vêtements Maria Bonita Extra à la mode de Rio, un événement de mode majeur au Brésil ; elle fait trois concerts au Portugal, dont l'un au plus grand festival de musique dans le pays, Southwest Festival, avec Faith No More et Lily Allen. Les chansons J1 et Tchubaruba ont été utilisées aussi dans la campagne nationale pour l'opérateur de téléphone cellulaire brésilienne Vivo.
Mallu Magalhães recueille des éloges de célébrités et des personnalités nationales dans tout le Brésil. Elle est un invité spécial au talk-show de Tom Zé. Étant l'un de ses plus grands fans, il a une fois déclaré :
« J'ai entendu la musique de Mallu et on a adoré. Je suis devenu un fan. »
Pendant les vacances en juillet 2008, Mallu enregistre aux studios AIR à Rio de Janeiro, où une console analogue à celle des studios britanniques studios Abbey Road de EMI, magnétophones analogiques et micros rares des années 1960 ont été utilisés, pour capturer l'atmosphère. La production a été dirigée par Mario Caldato Jr, qui avait travaillé avec des artistes comme John Lee Hooker, Beck et Björk, et l'album a été publié de façon indépendante par l'Agence Musique et Microservice le 15 novembre, 2008.
Invité par l'artiste Marcelo Camelo (Los Hermanos), Mallu chante et joue de la guitare dans la chanson Janta (Marcelo Camelo), qui est apparue sur le premier album de Camelo. Les deux ont admis avoir une relation après, et Camelo fait une apparition spéciale lors du concert de Mallu Morro da Urca en octobre 2008.
Cette même année Mallu Magalhães a été nommée pour MTV Music Awards du Brésil pour l'artiste de l'année, la meilleure nouvelle artiste et concert de l'année, mais a perdu. Elle a passé l'année à voyager autour du Brésil et donner de nombreux concerts, dont un à la MySpace Music Tour, une série de concerts gratuits. Au début octobre, elle enregistre son premier DVD live lors d'un concert à Sao Paulo.

### 2011-2013: Troisième album et l'exposition internationale
Dans "Pitanga", réalisé en partenariat avec son petit ami Marcelo Camelo et libéré le 30 septembre, 2011 Mallu présente son troisième album montrant une croissance à la fois personnelle et musicale. Dans cet album, l'artiste a exploré de nouveaux instruments tels que la batterie, piano et des guitares électriques. "Très sensible", la compilation, a été libéré en octobre 2013 aux États-Unis, premier Mallus Sortie américaine. Avant la sortie de l'album, la chanson-titre "très sensible" a été utilisé le la bande sonore pour Windows 8 annonces commerciales.

### 2013 - présent: Banda do Mar
Après avoir déménagé à Lisbonne avec son mari Marcelo Camelo, ils ont rejoint le batteur Fred Ferreira pour former la mer de Banda, libérant leur premier album à la fin de 2014.

## Les membres du groupe
- Mallu Magalhães - chant, guitare, claviers
- Thiago Consorti - basse
- David Bernard - guitare
- Rafael Miranda - tambours
- Rodolfo Guilhème - percussions

## Discographie

### Comme artiste solo
Albums studio
Compilations
Albums live

### Avec Banda do Mar
Albums studio